# 宇文可地汗
宇文可地汗（?—?），宇文部的首领，宇文莫那的儿子，号称莫何单于，在宇文可地汗的统治下，宇文部开拓疆土向西超过玉门关，向东越过了辽河。宇文可地汗的孙子宇文普撥。